# Jean Baptiste Madou
Jean Baptiste Madou, född 3 februari 1796, död 31 mars 1877, var en belgisk målare och litograf.
Madou verkade länge som litograf och utgav en lång rad planschverk, bland annat resebilder från Nederländerna, kostymbilder, genrer och scener ur det flamländska och holländska konstnärslivet. Madous genremålningar, som påträffas i många museer, sysslade ofta med humoristiskt uppfattade scener ur folklivet.